# Alphonse De Wette
Alphonsus Henricus Alphonsedorus „Alphonse“ De Wette (* 5. Oktober 1902 in Gent; † unbekannt) war ein belgischer Ruderer.

## Biografie
Alphonse De Wette nahm an den Olympischen Sommerspielen 1924 in Paris teil. Mit Eugène Gabriels und Steuermann Marcel Wauters schied er im Vorlauf der Zweier mit Steuermann-Regatta aus. Zwei Jahre später gewann De Wette mit dem belgischen Achter die Bronzemedaille bei den Europameisterschaften in Luzern. Bei den Europameisterschaften 1927 gewann er mit Theo Wambeke und den beiden Brüdern Maurice und Robert Swartelé ebenfalls Bronze im Vierer mit Steuermann.
Bei den Olympischen Sommerspielen 1928 in Amsterdam startete De Wette mit Maurice Delplanck, Theo Wambeke, Charles Van Son und Jean Bauwens in der Vierer mit Steuermann-Regatta. Die Crew schied im Viertelfinale aus.